# Fat Mike
Michael John Burkett (Newton, 16 de gener de 1967), conegut professionalment com Fat Mike, és un músic i productor estatunidenc. És el baixista i cantant principal del grup NOFX i el cofundador i baixista del supergrup de versions de punk rock Me First and the Gimme Gimmes. Ha afirmat que Joe Escalante de The Vandals va introduir-lo en el punk rock quan tenia 13 anys en un campament d'estiu.

## Trajectòria
Mentre assistia al Beverly Hills High School, Burkett va començar la seva carrera musical amb la seva primera banda False Alarm. Després de la separació del grup el 1983, va conèixer Eric Melvin i Erik Sandin i van formar NOFX. També es el propietari i fundador de Fat Wreck Chords.
Burkett va gravar l'EP Cokie the Clown amb NOFX, interpretant Cokie tant a la coberta del disc com al videoclip de la cançó principal, «Cokie the Clown», en què es vesteix de Cokie amb una flor groga a la solapa que llença pols blanca, que a la cançó descriu com «la meva pròpia barreja especial d'èxtasi, cocaïna i ketamina».
El 2015 Burkett va estrenar un musical titulat Home Street Home que va coescriure amb Soma Snakeoil i Jeff Marx. El 2019 Fat Mike va llançar un àlbum en solitari, amb el personatge de Cokie the Clown, titulat You're Welcome. L'àlbum compta amb Dizzy Reed de Guns N' Roses i Travis Barker de Blink-182.

### Activisme
Fat Mike va fundar el lloc web Punkvoter.com l'any 2004 amb l'objectiu de mobilitzar la comunitat punk perquè votés contra George W. Bush a les eleccions presidencials dels Estats Units d'aquell any. Mai abans no havia estat gaire actiu en política, admetent que ni tan sols havia votat fins al 2000. Tanmateix, es va veure impulsat a l'activisme polític a causa de Bush, a qui considerava «el president més ridícul de la història dels presidents».
A la vegada, Mike va organitzar la campanya Rock Against Bush per a mobilitzar l'electorat contra el president George W. Bush. NOFX, juntament amb molts altres grups com Alkaline Trio, Green Day i Jello Biafra, es van embarcar en una gira pels campus universitaris del país els mesos previs a les eleccions presidencials de 2004. En els concerts es repartien DVD gratuïts d'Uncovered: The Whole Truth About The Iraq War, un documental que qüestiona els motius de l'administració Bush a l'Orient Mitjà. Coincidint amb la gira, Fat Wreck Chords va publicar dos àlbums recopilatoris de Rock Against Bush amb música d'algunes de les bandes del segell discogràfic. Els àlbums van vendre més de 650.000 còpies i els ingressos van ajudar a finançar la gira.

### Vida personal
Va estudiar a la Universitat Estatal de San Francisco i es va graduar el 1990 amb una llicenciatura en Ciències Socials i una menció en Sexualitat Humana. Ell i la seva esposa Erin es van divorciar el 2010 després de 18 anys de matrimoni. Tenen una filla de nom Darla.
El 2009 Mike va aparèixer al documental The Other F Word, una anàlisi de la paternitat a l'escena punk rock. En una conversa amb relació a la cançó «Fuck Euphemism», de la qual va escriure la lletra, va afirmar que es considera a si mateix com a queer: «visc un estil de vida BDSM i sóc travesti, així que em molestava quan la gent em llegia com a home cisgènere. Primer sóc un punk rocker, i després un home travesti submís».
Fat Mike va anunciar el seu compromís amb l'artista Soma Snakeoil el 28 de gener de 2014. Mike i Snakeoil es van separar l'agost del 2017. El 2014, Burkett va fundar Fatale, una marca de calces i vestits comercialitzades per als homes.
El 5 de novembre de 2014, en un concert de NOFX a Sydney, Fat Mike s'havia queixat d'una lesió al coll i havia demanat al públic que no li llencessin objectes ni l'agafessin mentre estava a l'escenari. Mentre tocava la cançó «Linoleum», un jove del públic va pujar a l'escenari i va agafar-lo del coll, Mike va reaccionar donant-li un cop de colze i una puntada de peu a la cara quan era al terra. Més endavant, Fat Mike es va excusar a través de Twitter i es va publicar un vídeo en què Mike convidava al fan a una cervesa, li donava una samarreta personalitzada i li deixava donar-li una puntada de peu amb una sabatilla d'esponja com a disculpa.
Va tractar el tema de la mort digna en relació amb la malaltia terminal de la seva mare, descrivint l'episodi en una cançó anomenada «La Pieta» que apareix a l'audiollibre de NOFX The Hepatitis Bathtub and Other Stories (2016).

## Discografia

### Amb NOFX
- 1988: Liberal Animation
- 1989: S&amp;M Airlines
- 1991: Ribbed
- 1992: The Longest Line
- 1992: Maximum Rocknroll
- 1992: White Trash, Two Heebs and a Bean
- 1994: Punk in drublic
- 1995: I Heard They Suck Live!!
- 1996: Heavy Petting Zoo
- 1997: So Long and Thanks for All the Shoes
- 1999: The Decline
- 2000: Pump Up the Valuum
- 2002: 45 or 46 Songs That Weren't Good Enough To Go On Our Other Records
- 2003: The War on Errorism
- 2006: Wolves in Wolves' Clothing
- 2007: They've Actually Gotten Worse Live!
- 2009: Coaster
- 2009: Cokie the Clown
- 2011: NOFX
- 2012: Self Entitled
- 2016: First Ditch Effort
- 2021: Single Album
- 2022: Double Album

### Com a Cokie the Clown
- 2019: You're Welcome[21]

### Amb Codemandats
- 2023: This Is Crime Wave